# Beethoven und der Piratenschatz
Beethoven und der Piratenschatz (Originaltitel: Beethoven’s Treasure Tail) ist ein US-amerikanischer Spielfilm von Ron Oliver aus dem Jahr 2014. Er ist die 7. und letzte Fortsetzung des Films Ein Hund namens Beethoven mit Bernhardiner Beethoven als Hauptfigur. Dieser erschien ausschließlich auf DVD.

## Handlung
Beethoven sorgt bei Dreharbeiten zu einem Film für Chaos. Daraufhin muss er mit seinem Trainer Eddie Thomton das Set verlassen. Auf dem Heimweg begegnen sie dem jungen Schatzsucher Sam Parker. Gemeinsam begeben sie sich auf die Suche nach einem verborgenen Piratenschatz.

## Synchronisation
Der Film wurde bei der VSI Synchron in Berlin unter der Dialogregie von Hans-Jürgen Dittberner vertont. Das Dialogbuch schrieb Sarah Riedel.
| Darsteller         | Deutscher Sprecher     | Rolle                |
| ------------------ | ---------------------- | -------------------- |
| Jonathan Silverman | Florian Halm           | Eddie Thomton        |
| Kristy Swanson     | Dorette Hugo           | Anne Parker          |
| Morgan Fairchild   | Katharina Koschny      | Charlene             |
| Colin Mochrie      | Bodo Wolf              | Dr. Kelp             |
| Jeffrey Combs      | Hans-Jürgen Dittberner | Fritz Bruchschnauser |
| Jayne Eastwood     | Katharina Lopinski     | Grace O’Malley       |
| Patrick Kwok-Choon | Benjamin Stöwe         | Justin               |
| Richard Dumont     | Hans Hohlbein          | Mr. Duncan           |
| David DeLuise      | Olaf Reichmann         | Phil                 |

## Kritiken
Der Filmdienst bewertet den Film als albern-naiv, der „seine junge Zielgruppe unter Niveau unterhält“. Die IMDB-Bewertung liegt bei 4,4 von 10 Punkten.